# Jan Hlávka
Jan Hlávka (* 7. dubna 1979) je český spisovatel žánru sci-fi a fantasy.
Kromě roku narození a přehledu vydaných knih není o autorovi nic známo. Podle jeho vlastního vyjádření, si autor chrání své soukromí a nemyslí si, "že by třeba jeho bydliště, vzdělání či podobné věci měly pro čtenáře jeho výtvorů nějaký signifikantní význam." Publikovat začal roku 2002 v časopise Ikarie povídkou Devatenáctka, dvakarát zvítězil v literární soutěži Ikaros: roku 2005 povídkou Pátrači a roku 2007 povídkou Krvavá práce. Kromě Ikarie vydává povídky také v časopise Pevnost. Známý je především jako autor zatím tří úspěšných románů ze série Agent JFK.
Spolu s Janou Vybíralovou pracuje na sci-fi cyklu Algor, jehož první díl Mráz a hry vyšel v září 2013. Cyklus má tvořit celkem pět dílů, z nichž jsou již hotové čtyři.

## Vydané knihy
- Zatmění, Triton 2007, devátá část série Agent JFK, sci-fi román,
- Odplata 1 - Země prokletých, Triton 2009, devatenáctá část série Agent JFK, sci-fi román,
- Odplata 2 - Vzpoura vyvolených, Triton 2009, dvacátá část série Agent JFK, sci-fi román,
- Dračice, Epocha 2010, společně s Janou Vybíralovou, fantasy,
- Zpěv lamie, Triton 2012, druhá část série Agent X-Hawk, sci-fi román,
- Mráz a hry, Brokilon 2013, první část série Algor, sci-fi román, společně s Janou Vybíralovou,
- Tenký led, Brokilon 2014, druhá část série Algor, sci-fi román, společně s Janou Vybíralovou,
- Pomníky zimy, Brokilon 2017, třetí část série Algor, sci-fi román společně s Janoou Vybíralovou),
- Chlad Chiméry, Brokilon 2020,čtvrtá část série Algor, sci-fi román společně s Janou Vybíralovou.